# René Duhamel (syndicaliste)
Pour le rameur français homonyme, voir René Duhamel (aviron).
René Duhamel est un syndicaliste français, né le 29 mars 1919 à Paris et mort le 23 avril 1996 à Brunoy (Essonne). Issu du syndicalisme des PTT, il est longtemps, au bureau confédéral de la CGT, chargé des relations internationales.

## Biographie

### Débuts professionnels
Tôt orphelin de son père, René Duhamel ne put achever des études "primaires supérieures" en raison du mauvais état de santé de sa mère qui le contraignit à chercher du travail. Il entrait aux PTT en 1936, en tant qu'auxiliaire saisonnier au centre de tri postal de Paris-gare de l'Est. Déjè engagé politiquement au sein des Jeunesses socialistes, il se coulait naturellement dans le syndicalisme revendicatif de sa corporation. Gréviste le 30 novembre 1938, il recevait une sanction administrative sous la forme d'une suspension de fonction. Dans le même temps, comme nombre de membres des Jeunesses socialistes parisienne, il suivait Marceau Pivert au Parti socialite ouvrier et paysan, situé à gauche de La SFIO. En 1939, il effectuait son service militaire, qu'il achevait en Algérie.

### Révoqué des PTT en 1951
Par concours internes, il accédait après la guerre  au grade d'inspecteur-rédacteur aux PTT: il était nommé inspecteur principal adjoint à Strasbourg où il se trouvait quand la scission syndicale intervient au sein de la CGT, en 1948. Adhérent du parti socialiste, il fut sollicité pour rejoindre Force ouvrière. Il est de ceux qui choisirent de rester au sein de la CGT. Dès lors, il fut amené à militer activement. En 1950, à l'occasion d'une rencontre avec les syndicats est-allemands, il signait, ainsi que Georges Frischmann, une déclaration de pacifisme avec le peuple allemand de RDA. Le gouvernement français, qui refusait de reconnaître la RDA (avant 1973), demande à l'Administration des PTT de sanctionner les deux militants. Ils sont en effet révoqués en janvier 1951. Ils ne seront "réintégrés" dans les PTT  qu'en… 1981.

### Dirigeant syndical national de la CGT
René Duhamel occupe ensuite des fonctions à l'Union internationale des syndicats des P.T.T. et Radio, liée à la FSM (Fédération syndicale mondiale). L'UIS s'était constituée en 1949. D'abord vice-président, René Duhamel en est le Président de 1950 jusqu'à 1955. Pour le versant français de son activité, il est secrétaire général adjoint de la Fédération des PTT à partir de 1957.
En 1963, il entre au bureau confédéral de la CGT, où il est reconduit jusqu'en 1982, date de sa retraite. Sa bonne connaissance du syndicalisme international le dirige vers ce secteur d'activité. De cette expérience, des multiples rencontres qu'il a faites sur tous les continents, il en narre ses souvenirs dans un livre de mémoires.
René Duhamel a été membre du Conseil économique et social de 1975 à 1984.
En juin 1981, il est un des premiers syndicalistes à être nommés chevalier de la Légion d'honneur, geste symbolique la part d'un gouvernement de gauche, pour lequel la CGT avait appelé à voter.

### Œuvre
- René Duhamel (préf. Georges Séguy), Aux quatre coins du monde, Paris, Éditions sociales, coll. « Notre temps/mémoire », 1981, 222 p. (ISBN 978-2-209-05424-4, OCLC 8729153)

## Sources
- Notice rédigée par Michel Deyfus, pour le Dictionnaire biographique du Mouvement ouvrier, mouvement social de 1940 à mai 1968, Éditions de l'Atelier, Paris, 2008.  (ISBN 978-2-7082-3995-1)